# Bahnhof Regensburg-Prüfening
Der Bahnhof Regensburg-Prüfening ist neben dem Regensburger Hauptbahnhof und dem Haltepunkt Regensburg-Burgweinting einer von drei im Personenverkehr genutzten Stationen der Stadt Regensburg im Stadtbezirk Großprüfening-Dechbetten-Königswiesen.

## Geschichte
Als die Actiengesellschaft der bayerischen Ostbahnen 1869 den Bau einer Eisenbahnstrecke von Nürnberg nach Regensburg plante, sollte diese neue Linie auch an Großprüfening vorbei führen. Gegen den Bau regte sich anfänglich Widerstand der Einwohner, da die Strecke über zahlreiche Felder führen sollte. Nachdem vielerorts die notwendigen Vermessungen an der geplanten Strecke gestört wurden, wies das Bezirksamt Stadtamhof die Gemeinden an, die Absteckung zu überwachen und die Bevölkerung zu informieren. Nachdem die Einwohner durch den Verkauf von Grundstücken und die lukrative Mitarbeit am Bau der Bahnstrecke finanziell kompensiert wurden, legte sich der Widerstand gegen das Bauvorhaben. Der Bau einer eigenen Eisenbahnstation in Prüfening war dort zunächst nicht vorgesehen. Der damalige Bürgermeister von Großprüfening Michael Hoferer konnte den Bauherren allerdings von der Bedeutung des Ortes als Sommerfrische und Ausflugs- und Wanderziel überzeugen, sodass Prüfening eine eigene Bahnstation erhielt. Die Neue Ingolstädter Zeitung schrieb nach der Fertigstellung des Bahngebäudes 1872: „Der Bahnhof bei Prüfening ist vollständig fertig, und in unserner Zeit werden Prüfening, Eichhofen und Etterzhausen, diese beliebten Vergnügungspunkte, den Sonntagsgästen durch das Dampfroß ohne jede Beschwerde erreichbar sein.“. Die Strecke wurde am 1. Juli 1873 offiziell eröffnet.

## Lage und Aufbau
Der Bahnhof befindet sich im Westen der Stadt an der Prüfeninger Schloßstraße. Vor dem Bahnhof teilt sich die Bahnstrecke auf in die Strecke Regensburg–Nürnberg und die Bahnstrecke Regensburg–Ingolstadt. Diese unterquert die Strecke nach Nürnberg kurz nach dem Prüfeninger Bahnhof.
Bahnbetrieblich gesehen gliedert sich die umgangssprachlich als Bahnhof bezeichnete Anlage in den Bahnhofsteil (Bft) Regensburg-Prüfening (NRH) (Richtung Nürnberg; Abkürzung NRPF) und den Haltepunkt (Hp) Regensburg-Prüfening (Richtung Ingolstadt; Abkürzung NRPH).
Der Bahnhof Regensburg-Prüfening verfügt über drei Bahnsteige. Im Süden befinden sich die Bahnsteige 1 und 2 Richtung Nürnberg und etwa 100 Meter nördlich der Bahnsteig 3 Richtung Ingolstadt. Am Bahnhof halten planmäßig ausschließlich Züge des Regionalverkehrs, er ist in die Kategorie 4 der DB eingeteilt. Es besteht durch die unmittelbar nördlich gelegene Haltestelle Rennplatz Anschluss an das Regensburger Stadtbusnetz.
Im Rahmen des ÖPNV Ausbau wurde der mit Umlaufsperren gesicherte Bahnübergang für Bahnsteig 3 durch eine Unterführung ersetzt. Durch die Ausstattung mit Rampen ist der Zugang für mobilitätseingeschränkte Personen erleichtert.

## Betrieb
Es gibt Bahnverbindungen nach:
- Regensburg Hbf: zwei stündliche Verbindungen (am Wochenende zwei zweistündliche Verbindungen)
- Ingolstadt Hbf: stündlich (am Wochenende zweistündlich)
- Neumarkt (Oberpfalz): stündlich

| Linie                    | Gleis | Strecke | Taktfrequenz                                  |
| ------------------------ | ----- | --- | --------------------------------------------- |
| RB 51                    | 1+2   | (Neumarkt (Oberpf) –) Parsberg – Regensburg-Prüfening – Regensburg Hbf – Straubing (– Plattling)                                    | 030/60 min (Mo–Fr) 060 min (Sa+So)            |
| RB 15                    | 3     | (Ulm –) Donauwörth – Günzburg – Ingolstadt – Regensburg-Prüfening – Regensburg                                                      | Mo–Fr: einzelne Züge; Sa u. So: zweistündlich |
| RB 17                    | 3     | (Ingolstadt Nord –) Ingolstadt Hbf – Regensburg-Prüfening – Regensburg (– Straubing – Plattling)                                    | Mo–Fr: ein- oder zweistündlich                |
| RE 18                    | 3     | Ulm Hbf – Neu-Ulm – Günzburg – Donauwörth – Ingolstadt Hbf – Regensburg-Prüfening – Regensburg Hbf (– Eggmühl – Landshut (Bay) Hbf) | Sa u. So: zweistündlich                       |
| Stand: 13. Dezember 2020 |       | |                                               |

Bahnsteige 1 und 2 an der Strecke nach Nürnberg
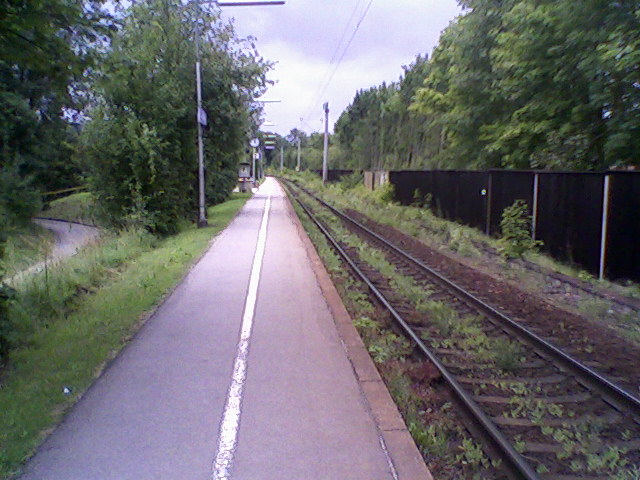
Bahnsteig 3 an der Strecke nach Ingolstadt